# St. John Island
St. John Island är en ö i Kanada.   Den ligger i provinsen Newfoundland och Labrador, i den östra delen av landet, 1 500 km öster om huvudstaden Ottawa. Arean är 18,0 kvadratkilometer.
Terrängen på St. John Island är platt. Öns högsta punkt är 63 meter över havet. Den sträcker sig 5,2 kilometer i nord-sydlig riktning, och 6,3 kilometer i öst-västlig riktning.
Trakten runt St. John Island är nära nog obefolkad, med mindre än två invånare per kvadratkilometer.